# Take-Two Licensing
Take-Two Licensing, Inc. (tidigare 'Sound Source Interactive, Inc'. och 'TDK Mediactive, Inc'.) var ett amerikanskt datorspelsförlag baserat i Westlake Village, Kalifornien.